# کولی‌ها نزدیک بهشتند
کولی‌ها نزدیک بهشتند (روسی: Табор уходит в небо) فیلمی در ژانر درام، رمانتیک و موزیکال به کارگردانی امیل لوتیانو است که در سال ۱۹۷۵ منتشر شد. این فیلم با عنوان ملکه کولی‌ها هم شناخته می‌شود. این فیلم، با ۶۴/۹ میلیون بلیت‌فروشی، یکی از پربیننده‌ترین فیلم‌های سینمایی شوروی در سال ۱۹۷۶ بوده است.